# Георг Хервег
Георг Фридрих Рудолф Теодор Хервег (на немски: Georg Friedrich Rudolf Theodor Andreas Herwegh) е германски социалист революционер, поет и преводач. Заедно с Георг Веерт е смятан за един от най-значимите поети на германския пролетариат през 19 век.

## Биография
Роден е на 31 май 1817 г. в Щутгарт в семейството на собственик на кръчма. Когато е 15-годишен го изпращат в духовната семинария на манастира Маулброн, но прекъсва ученето и работи като журналист и преводач.
Сътрудничи на „Новия рейнски вестник“ и на „Немско-френския годишник“, издавани от Карл Маркс и Фридрих Енгелс. Обаче си остава на индивидуалистично-анархистки позиции. Маркс осъжда политическия му дилетантизъм, което довежда до пълния им разрив.
Бяга в Емисхофен, Швейцария. Произведението му Gedichte eines Lebendigen е публикувано в Цюрих между 1841 и 1943 г. Публикувано и в Прусия, то е много успешно.
При посещение в Германия пруският крал се съгласява на аудиенция с него, но го кара да напусне страната. През 1843 г. Хервег заминава за Париж. Публикувана е втора част на Gedichte eines Lebendigen.
По време на Германската революция 1848 заедно с група германски емигранти заминава за Баден с военна мисия. Това се оказва грешка и той отново се спасява в Швейцария. Живее в Цюрих. След амнистия се мести в Баден-Баден.
Умира на 7 април 1875 г. в Лихтентал, днес Баден-Баден.

## Личен живот
Жени се за Ема Зигмунд, дъщеря на богат търговец, придворен доставчик на копринени тъкани. В донжуанския му списък обаче се оказват едни от красавиците на тогавашна Европа: например графиня Мари д'Агу, любимата на композитора Ференц Лист.
Съществува версия, че Хервег е бил любовник на жената на Александър Херцен Наталия. Със сигурност се знае, че Хервег предизвиква съперника си на дуел. Херцен отказва, но не от страх, а от презрение към Хервег. По-късно съпругата на Хервег Ема открито предлага на Херцен да стане негова любовница, но той отказва.

## Поезия
Литературни образци за Хервег са Платен, Хьолдерлин, Шилер, Шели и Беранже.

## Произведения
- Leicht Gepäck. 1840.
- Gedichte eines Lebendigen. Band 1, 1841.
- Einundzwanzig Bogen aus der Schweiz. Hrsg. von Georg Herwegh. Verlag des Literarischen Comptoirs, Zürich/Winterthur 1843. (2. Aufl. Frid. Schmid’sche Buchhandlung und Buchdruckerei, Glarus 1844.)
- Gedichte eines Lebendigen. Band 2, 1843
- Zwei Preußenlieder. 1848.
- Die Schillerfeier in Zürich, 1860.
- Das Bundeslied, 1863. Химн на ADAV, партия, предшественик на Германската социалдемократическа партия.
- Neue Gedichte herausgegeben nach seinem Tode. Verlags-Magazin, Zürich 1877.
- Das Lied vom Hasse. 1841.

### Преводи
- A. von Lamartine’s Sämmtliche Werke. 6 тома. Rieger, Stuttgart, 1839–1840.
- William Shakespeare’s Dramatische Werke. 7 тома. Brockhaus, Leipzig 1869/1871.